# Паслов Крік
Паслов (англ. Paslow Creek) — річка в окрузі Ориндж-Волк (Беліз). Довжина до 20 км. Свої води несе поміж заболочених лісів-джунглів середини Белізу.
Протікає південною територією округу Ориндж-Волк з півдня на північ. Витік річки знаходиться в густих лісах округу Оринд-Волк, на невеличкому підвищенні, яке є частиною Пагорбів Ялбак (Yalbac Hills), що знаходяться на південному сході Юкатанської низовини, зокрема, заболочених рівнин Юкатанської платформи.
У верхів'ях річище неглибоке з берегами-кручами, протікає в заболочених нетрях і далі вже в'ється поміж десятка менших тропічних озер-боліт. Річка наповнюється кількома місцевими потоками та водами боліт й озер. На її нестійких берегах белізці не селилися, оскільки пойма річки доволі заболочена, відтак залишки поселення Сан-Хосе (San Jose) в 5 кілометрах західніше. Уже з середини своєї течії, річка формує ширшу пойму (інколи шириною в 500 м.), заповнену болотами та старицями, а поготів вона так і зникає в нетрях джунглів та боліт. 
Флора і фауна річки притаманна саме тропічній флорі та фауні. Тут водяться сотні видів птахів, комах.